# Список санаторіїв Міністерства оборони України
Перелік санаторіїв Міністерства оборони України — список санаторно-курортних закладів Міністерства оборони України.

## Перелік санаторіїв
У Міністерстві оборони України налічувалось 9 санаторно-курортних закладів. Із них 6 розташовані на території тимчасово окупованого Росією Криму і 3 в інших областях України. Також відпочинок та лікування надається Військово-медичним клінічним центром Центрального регіону Збройних сил у Вінниці.
| Назва | Фото                                                                     | Дата відкриття та місце розташування       | Профіль лікування                                                                       |
| --- | ------------------------------------------------------------------------ | ------------------------------------------ | --------------------------------------------------------------------------------------- |
| Центр медичної реабілітації та санаторного лікування «Крим»                                                                                           | Центр медичної реабілітації та санаторного лікування «Крим»              | Партеніт Тимчасово окупований Росією       | захворювання систем кровообігу; нервової системи; органів опору і руху; органів дихання |
| Центр медичної реабілітації та санаторного лікування «Феодосійський» санаторій.                                                                       | Феодосійський військовий клінічний санаторій                             | 1945? Феодосія Тимчасово окупований Росією | гастроентерологічний                                                                    |
| Євпаторійський центральний дитячий клінічний санаторій Міністерства оборони України.                                                                  |                                                                          | Євпаторія Тимчасово окупований Росією      |                                                                                         |
| Центр медичної реабілітації, санаторного лікування та спеціальної підготовки особового складу Повітряних і Військово-Морських Сил ЗС України «Судак». |                                                                          | Судак Тимчасово окупований Росією          | захворювання систем кровообігу; нервової системи; органів опору і руху; органів дихання |
| Державне підприємство МО України «Сакський центральний військовий клінічний санаторій ім. М.І.Пирогова».                                              | «Сакський центральний військовий клінічний санаторій ім. М. І. Пирогова» | Саки Тимчасово загарбаний Росією           |                                                                                         |
| Центр медичної реабілітації та санаторного лікування «Алупкінський»                                                                                   | Центр медичної реабілітації та санаторного лікування «Алупкінський»      | Алупка Тимчасово окупований Росією         | захворювання систем кровообігу; нервової системи; органів опору і руху; органів дихання |
| Центральний військовий клінічний санаторій «Хмільник».                                                                                                | Центральний військовий клінічний санаторій «Хмільник»                    | Хмільник                                   | гастроентерологічний                                                                    |
| Центр медичної реабілітації та санаторного лікування «Трускавецький».[                                                                                |                                                                          | Трускавець                                 | гастроентерологічний                                                                    |
| Центр медичної реабілітації та санаторного лікування «Пуща-Водиця».                                                                                   | Військовий санаторій МО України «Пуща-Водиця»                            | Пуща-Водиця                                | захворювання систем кровообігу; нервової системи; органів опору і руху; органів дихання |
| Військово-медичний клінічний центр Центрального регіону.                                                                                              | Військово-медичний клінічний центр Центрального регіону                  | Вінниця                                    | захворювання систем кровообігу; нервової системи; органів опору і руху; органів дихання |